# Armand Ossey
Pour les articles homonymes, voir Ossey.
Armand Ossey (né le 19 octobre 1978 à Libreville) est un footballeur gabonais. Il mesure 1,78 m et joue au poste d'attaquant.

## Carrière
- 1996-1996 :  CS Stade d'Akébé
- 1996-1997 :  FC Grenoble
- 1997-1998 :  ASOA Valence
- 1998-1999 :  US Créteil-Lusitanos
- 1999-2000 :  Moreirense FC
- 2000-2001 :  Pau FC
- 2001-2002 :  FC Rouen
- 2002-2003 :  FC Kuressaare
- 2003-2008 :  Paris FC[1],[2]